# Čebovce
Čebovce este o comună slovacă, aflată în districtul Veľký Krtíš din regiunea Banská Bystrica. Localitatea se află la altitudinea de 215 m deasupra n.m., se întinde pe o suprafață de 16,21 km2 și în 2017 număra 1.076 de locuitori.

## Istoric
Localitatea Čebovce este atestată documentar din 1330.

## Demografie
| An:                | 1994 | 2004   | 2014   | 2024   |
| ------------------ | ---- | ------ | ------ | ------ |
| Număr de persoane: | 1079 | 1029   | 1072   | 1009   |
| Diferență:         |      | −4,63% | +4,17% | −5,87% |

| An:                | 2023 | 2024   |
| ------------------ | ---- | ------ |
| Număr de persoane: | 1013 | 1009   |
| Diferență:         |      | −0,39% |